# Jamie Redman
Jamie Redman (* 19. Juli 1986 in Spokane) ist eine US-amerikanische Ruderin und zweifache Weltmeisterin im Achter.  
Redman begann 2004 mit dem Rudern, 2007 gewann sie mit dem amerikanischen Achter die Bronzemedaille bei den U23-Weltmeisterschaft. 2008 siegte sie im Achter bei der U23-Weltmeisterschaft. Bei den Ruder-Weltmeisterschaften 2009 in Posen belegte sie zusammen mit Amanda Polk, Elle Logan und Esther Lofgren im Vierer ohne Steuerfrau den zweiten Platz hinter dem Boot aus den Niederlanden. 2010 wechselten die Ruderinnen in den Achter und erkämpften den Titel bei den Weltmeisterschaften in Neuseeland in der Besetzung Anna Goodale, Amanda Polk, Jamie Redman, Taylor Ritzel, Esther Lofgren, Elle Logan, Meghan Musnicki, Katherine Glessner und Steuerfrau Mary Whipple. 2011 verteidigte der amerikanische Achter mit Zsuzsanna Francia und Caroline Lind für Glessner und Goodale den Titel bei den Weltmeisterschaften in Bled.